# Šventosios upės vidurupis II
Šventosios upės vidurupis II este o arie protejată (sit de importanță comunitară — SCI) din Lituania întinsă pe o suprafață de 131,67 ha, integral pe uscat.

## Localizare
Centrul sitului Šventosios upės vidurupis II este situat la coordonatele 55°04′55″N 24°30′23″E / 55.082°N 24.5065°E.

## Înființare
Situl Šventosios upės vidurupis II a fost declarat sit de importanță comunitară în aprilie 2022 pentru a proteja un număr necunoscut de specii din flora spontană și fauna sălbatică aflate în arealul zonei.

## Biodiversitate
Situată în ecoregiunea boreală, aria protejată conține 4 habitate naturale: Păduri fino-scandinave bogate în ierburi cu Picea abies, Păduri pe pante, grohotișuri și ravene de Tilio-Acerion, Mlaștini împădurite, Păduri aluvionare cu Alnus glutinosa și Fraxinus excelsior (Alno-Padion, Alnion incanae, Salicion albae).
La baza desemnării sitului se află un număr nedeclarat de specii protejate.